# Automeris lauroia
Automeris lauroia är en fjärilsart som beskrevs av José Oiticica 1965. Automeris lauroia ingår i släktet Automeris och familjen påfågelsspinnare. Inga underarter finns listade i Catalogue of Life.